# Jürgen Stroop
Jürgen Stroop   (Detmold, 26 de setembre de 1895 - Mokotów Prison, 6 de març de 1952) fou un general alemany de les SS. Nascut amb el nom de Josef, se l'va canviar a Jürgen el maig de 1941, un mes abans que esclatés la guerra al Front oriental, "a causa de l'ajust ideològic", i en memòria del seu fill mort.

## Biografia

### Primera Guerra Mundial
Stroop va servir com a voluntari en l'Exèrcit Alemany durant la Primera Guerra Mundial, en un batalló d'infanteria. Va arribar al grau de sergent. Va resultar ferit i va ser condecorat amb la Creu de Ferro de 2a classe, així com amb la insígnia dels ferits en negre (tercera classe).
Es va casar en 1923 i va tenir tres fills. Després de la guerra, Stroop va treballar en el Registre de la Propietat de Detmold fins al 1933.

### Règim nazi
El juliol de 1932 es va allistar a les SS (SS no. 44.611) i al setembre d'aquest mateix any es va fer membre del Partit Nazi (número d'afiliat 1.292.297). Durant la campanya electoral de 1932, va cridar l'atenció d'Adolf Hitler, Heinrich Himmler i Hermann Göring i al març de 1933 va esdevenir líder dels policies auxiliars de Lippe. Al març de 1934 va ser ascendit de Scharführer (sergent) a Hauptsturmführer (capità). Després va treballar en l'administració de les SS a Münster i Hamburg. A la tardor de 1938 tenia el grau de Standartenführer (coronel).
Després de l'atac a Polònia Stroop va servir com comandant de la secció de les SS a Gniezno. Després va passar a comandar un regiment d'infanteria de la 3a Divisió SS Totenkopf al front oriental.

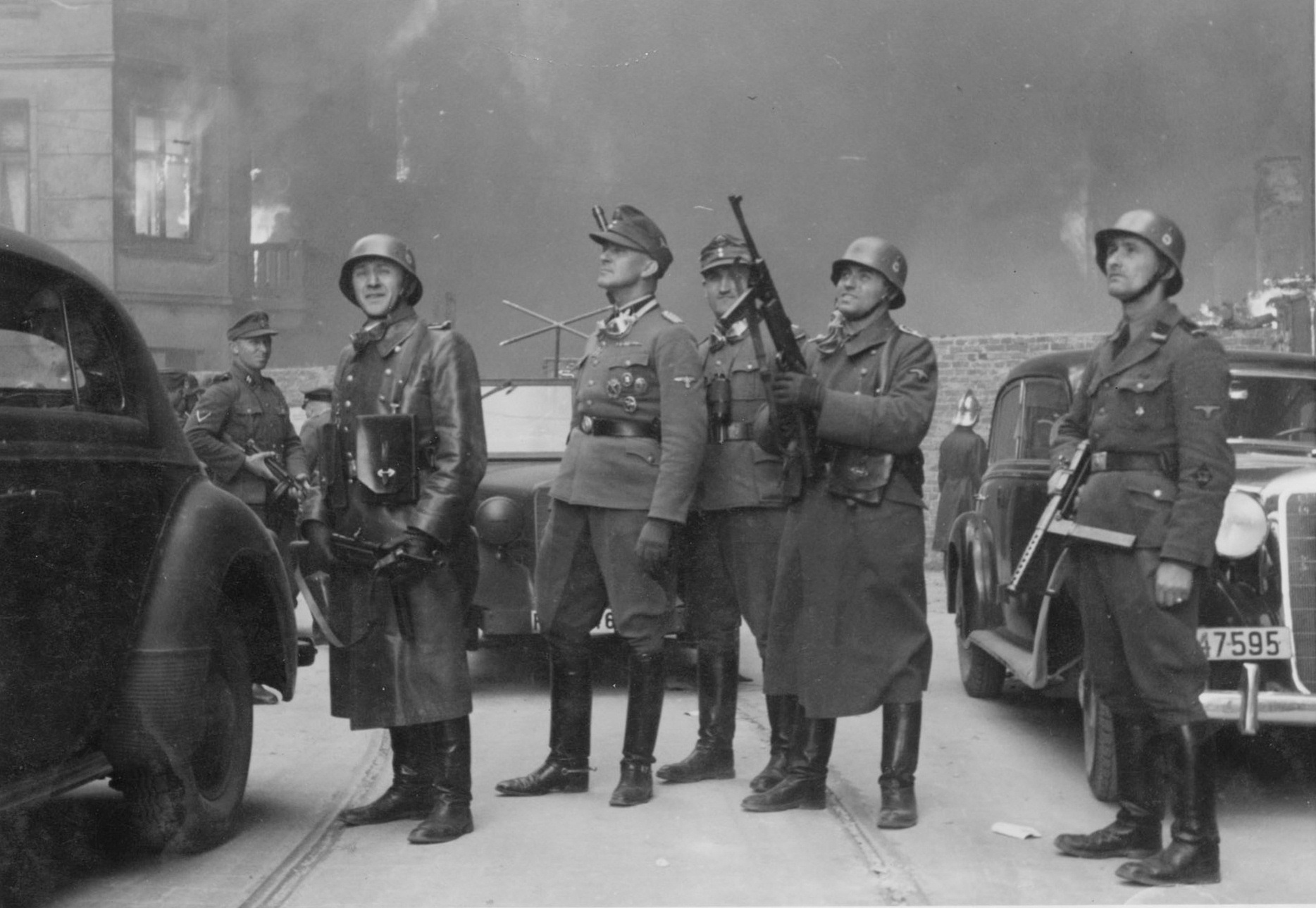
Jürgen Stroop (al centre de la imatge) al costat dels seus homes, durant la destrucció del Gueto de Varsòvia, 1943

El 19 d'abril de 1943, Heinrich Himmler el transfereix a Polònia com a cap de les unitats de les SS, Policia i de la Wehrmacht, amb la missió de sufocar l'aixecament del Gueto de Varsòvia (19 d'abril-16 de maig de 1943), tasca que el general Ferdinand von Sammern-Frankenegg no havia pogut complir amb èxit. Uns 600 membres armats de l'organització jueva de combat (en polonès Żydowska Organizacja Bojowa, o ŻOB) van oferir una tenaç resistència durant gairebé quatre setmanes a uns 2000 soldats de les SS, de la Wehrmacht i de la Policia que comptaven amb el suport de tancs i artilleria. Pocs dels combatents van sobreviure a la matança. El més conegut d'ells és Marek Edelman. En esclafar la resistència jueva al gueto de Varsòvia, Stroop telegrafià triomfant a Friedrich-Wilhelm Krüger, el seu superior immediat: «L'antic barri jueu de Varsòvia ha deixat d'existir.» En el gueto 17.000 jueus van ser assassinats, 7000 van ser transportats a Treblinka per tal de ser liquidats en les cambres de gas i 42.000 van acabar en el camp de concentració de Majdanek, prop de Lublin. Stroop va ser condecorat per aquesta acció amb la Creu de Ferro de 1a classe i va redactar un informe en tres exemplars: el primer el va enviar directament a Himmler, el segon va ser per Krüger i el tercer se'l va quedar ell. Aquest informe inclou, entre altres coses, els tèlex de Stroop i fotos preses durant els combats. Després de la guerra, soldats nord-americans es van apoderar d'un exemplar que després va servir com a prova durant els judicis de Nuremberg contra criminals de guerra. Stroop no va posar en dubte l'autenticitat de l'informe però sí que va intentar treure-li importància.
Després d'haver esclafat l'aixecament del gueto de Varsòvia, va ser nomenat cap de les SS i Policia a Varsòvia. El setembre del 1943 va ser destinat a Grècia i al novembre d'aquest any va tornar amb un alt càrrec a Wiesbaden, on va estar-s'hi fins al final de la guerra.

### Execució
Després de la guerra, Stroop va ser jutjat en els judicis de Dachau, duts a terme pels Estats Units, i va ser declarat responsable d'una sèrie d'execucions il·legals de tropes aerotransportades nord-americanes a Alemanya. El 21 de març de 1947 va ser condemnat a mort. No obstant això, immediatament després va ser extradit a la República Popular de Polònia, on va ser jutjat de nou, aquesta vegada per crims comesos contra els polonesos. Declarat culpable, el 6 de març de 1952 va ser executat per penjament a l'antiga ubicació del Gueto de Varsòvia.

## Converses amb un botxí
En 1949, quan es trobava empresonat a la presó de Mokotów esperant judici, va compartir cel·la amb l'escriptor i resistent polonès Kazimierz Moczarski qui, anys després, escriuria un llibre titulat Converses amb un botxí, que tracta sobre les confidències que Stroop li va fer a Moczarski durant la captivitat. Entre elles, afirmava haver matat personalment el mariscal Günther von Kluge,

## Pel·lícules
En la pel·lícula de televisió dels Estats Units de 2002 Uprising a l'Aixecament del Gueto de Varsòvia Stroop va ser interpretat per Jon Voight, per la qual cosa va rebre un Emmy.